# Liu Zhenyun
Liu Zhenyun (chinois : 刘震云), né en 1958 dans la province du Henan, est un écrivain chinois.

## Biographie
En 1973 Liu Zhenyun entre dans l’armée et passe cinq ans dans le désert de Gobi. Après des études à l’université, il devient journaliste au Quotidien des agriculteurs.
En 1987 il publie une première nouvelle La boutique de la Tour dans la revue Littérature du peuple (人民文学, Rénmín Wénxué), qui est accueillie par le public avec grand intérêt. Son roman-fleuve, La farine et les fleurs de mon pays natal, paru en 1998, est considéré comme le premier roman intellectuel.
Le plus grand succès est rencontré par son roman, Le portable (手机, shǒujī), dont 220 000 exemplaires ont été vendus dès le premier mois. Son adaptation au cinéma, scénarisée par Liu Zhenyun, a été réalisée en 2003 par Feng Xiaogang.
En examinant le style, on remarque une rupture avec l’idéologie de l’ancien système, qui est remplacée par une banalisation se traduisant sous forme de fortes exagérations, d’un langage incontrôlé et de subjectivité, en contraste avec le réalisme socialiste.

## Œuvres traduites en français
- Les Mandarins (官人, guanrén), traduction de Sébastien Veg, éditions Bleu de Chine, 2004.
- Peaux d'ail et plumes de poulet, traduction de Sébastien Veg, éditions Bleu de Chine, 2006.
- Se souvenir de 1942 [« 温故一九四二 »]  (trad. du chinois), Paris, Gallimard, coll. « Bleu de Chine »,‎ 2013, 128 p. (ISBN 978-2-07-014089-3)
- En un mot comme en mille [« 一句顶一万句 »]  (trad. du chinois), Paris, Gallimard, coll. « Bleu de Chine »,‎ 2013, 736 p. (ISBN 978-2-07-013327-7)
- Je ne suis pas une garce [« 我不是潘金莲 »]  (trad. du chinois), Paris, Gallimard, coll. « Bleu de Chine »,‎ 2015, 304 p. (ISBN 978-2-07-014495-2)
- Le téléphone portable [« 手机 »]  (trad. du chinois), Paris, Gallimard, coll. « Bleu de Chine »,‎ 2017, 336 p. (ISBN 978-2-07-014496-9)

## Autres publications
- Le mauvais oncle (naojiu)
- Le grêlé (xiao mazi)
- Six doigts (liu zhi)
- L’oncle maternel (niangjiu)

## Distinctions
- 2011 : prix Mao Dun de littérature pour En un mot comme en mille